# 斯蒂德曼 (密蘇里州)
斯蒂德曼（英語：Steedman）是位於美國密蘇里州卡勒韋縣的非建制地區。

## 歷史
斯蒂德曼的郵局自1894年營運至今。

## 地理
斯蒂德曼所處的海拔為高於海平面166米（即545英呎），而該地所採用的時區為UTC-6，即北美中部時區（CST）。同時該地設有夏令時間，為UTC-6調快一小時，即UTC-5（CDT）。